# میکا

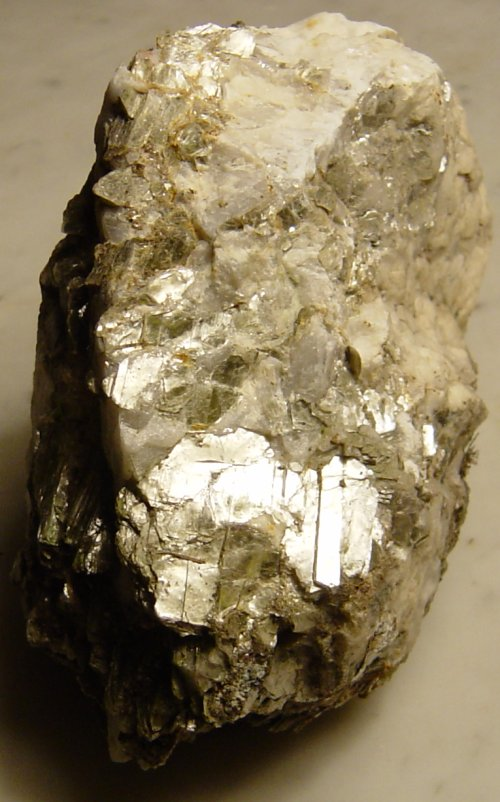
سنگ میکا

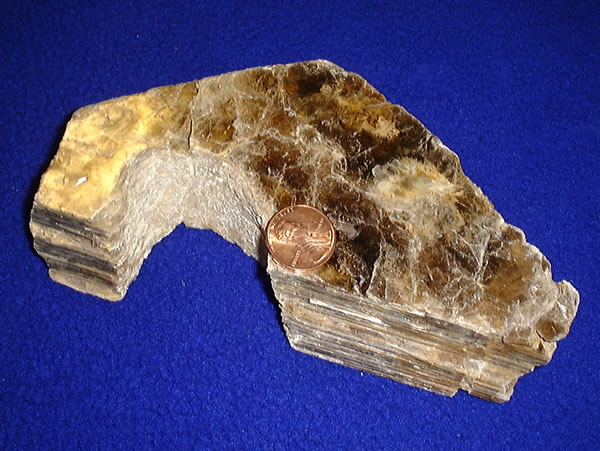
صفحاتی از میکا

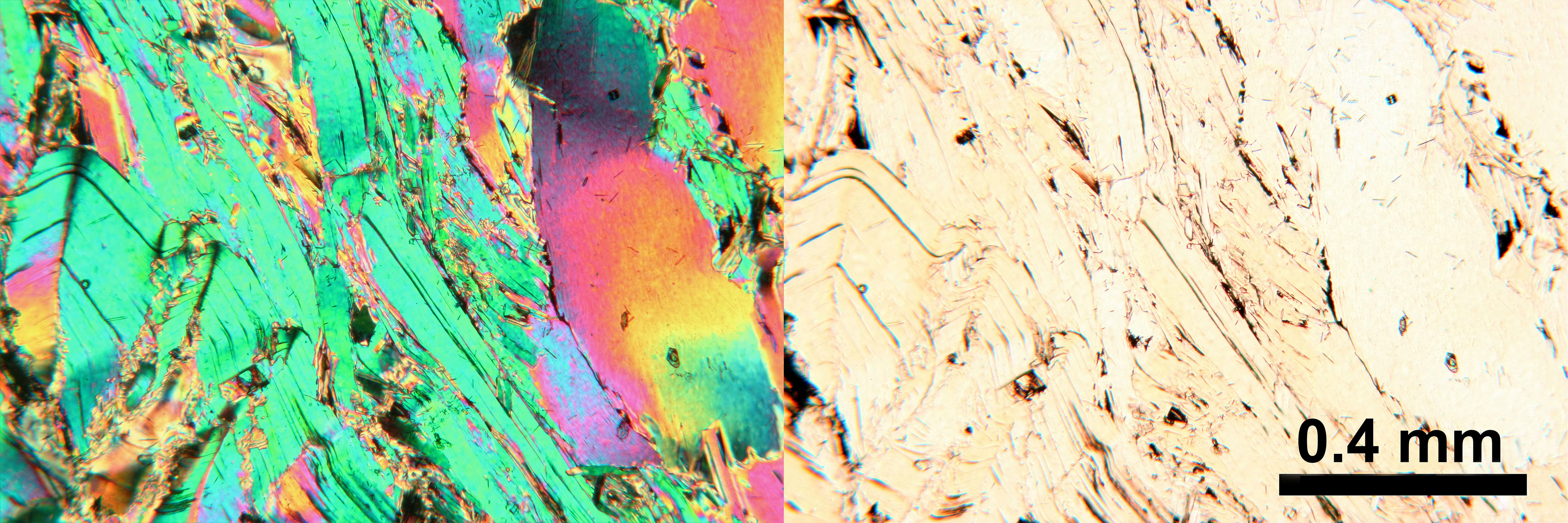
Photomicrographs of a thin section containing phlogopite. In cross-polarized light on left, plane-polarized light on right.

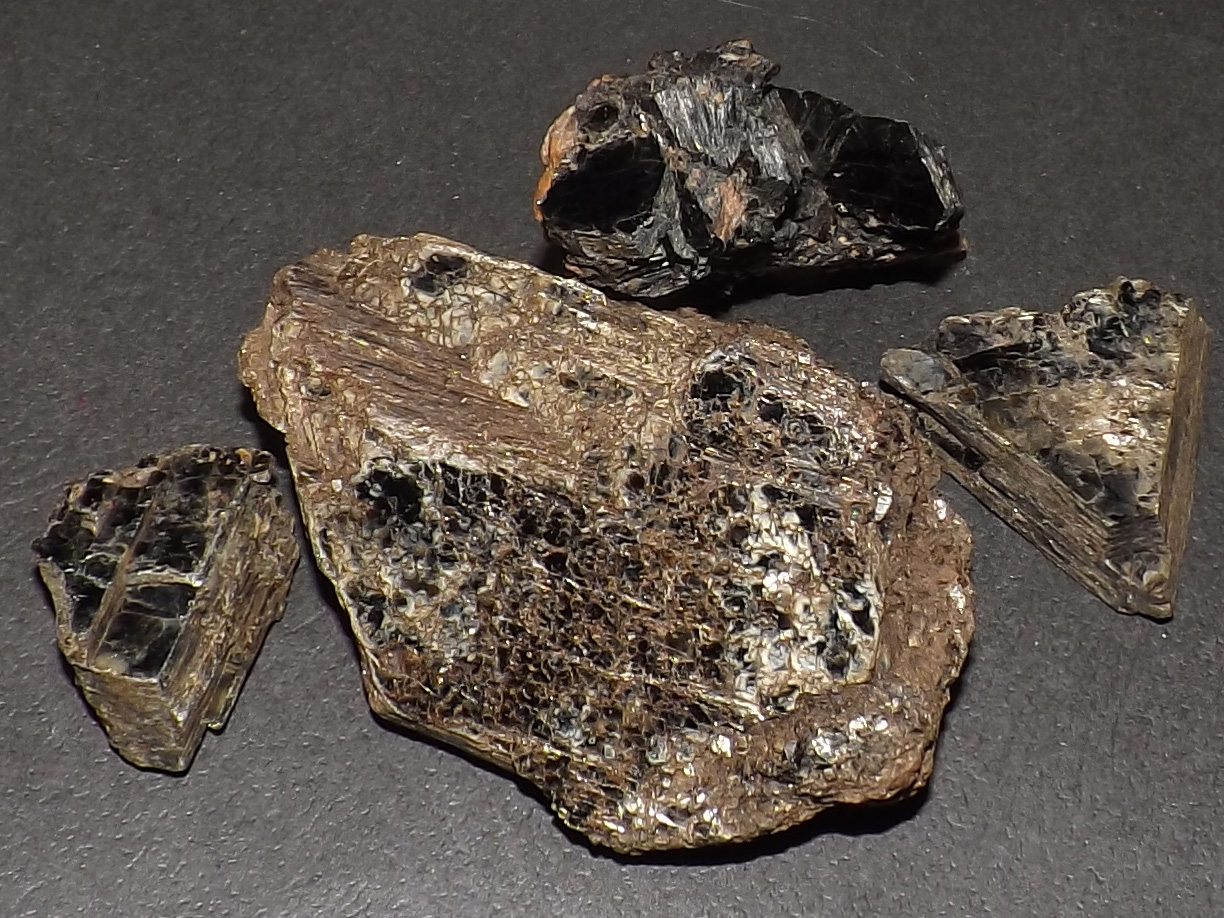
میکای تیره ای از اونتاریوی شرقی

میکا گروهی از ورق‌های سیلیکات کانی با داشتن درجهٔ کاملی از رخ یا کلیواژ است. ترکیبات این کانی تشکیل شده از یک سیلیکات آبدار آلومینیوم به همراه پتاسیم یا سدیم است که دارای اشکال گوناگونی می‌باشد. ترکیبات سنگ میکا از اکسیژن و سیلیسیم و آلومینیوم و پتاسیم و مقداری ناخالصی دیگر است.
میکاها حدود ۴٪ از کانی‌ها را تشکیل می‌دهد. از ویژگی های مهم میکا مقاومت الکتریکی و حرارتی بالا است.
از جمله کاربردهای میکا استفاده از آن در خازن‌ها به عنوان دی الکتریک است.